# アンドレ・ブレイズ
アンドレ・ブレイズ（Andre Blaise、1961年 - ）は、ハイチの画家。

## 経歴
四人兄弟の末っ子としてカパイシャンにて生まれた。兄弟は全員絵を描いており、彼自身も12歳の時兄たちの勧めで絵を始めた。絵のテーマは主に魚であり、擬人化した魚が水中で暮らす様子などを描いている。